# Ringo contre Jerry Colt
Pour plus de détails, voir Fiche technique et Distribution.
Ringo contre Jerry Colt (Uccidi o muori) est un western spaghetti italien sorti en 1966, réalisé par Tanio Boccia,.

## Synopsis
Ringo, ancien pistolero qui joue désormais du violon, arrive dans un bourg du Far West où deux familles rivales se font la guerre, les Griffith et les Drumort. Les Griffith agressent Ringo et celui-ci tue le plus jeune frère. Il rencontre aussi Lisa Drumort, avec laquelle il sympathise, mais se fait blesser par un homme de main.

## Fiche technique
- Titre français : Ringo contre Jerry Colt
- Titre original italien : Uccidi o muori
- Réalisation : Tanio Boccia (sous le pseudo d'Amerigo Anton)
- Scénario : Mario Amendola
- Genre : western spaghetti
- Musique : Carlo Rustichelli
- Production : Luigi Rovere pour Regal Film
- Photographie : Aldo Giordani (it)
- Format d'image : 2.35:1
- Montage : Cleofe Conversi
- Durée : 93 min
- Effets spéciaux : Aldo Gasparri
- Décors : Saverio D'Eugenio
- Costumes : Giorgio Desideri
- Maquillage : Duilio Giustini
- Pays de production :  Italie
- Langue originale : italien
- Dates de sortie : 
  - Italie: 1966
  - France : 4 novembre 1970[3]

## Distribution
- Rod Dana [sous le pseudo de Robert Mark) : Jerry/Ringo
- Elina De Witt : Lisa
- Fabrizio Moroni : Spott Griffith
- Andrea Bosic : shérif
- Gordon Mitchell : Baltimora Joe
- Alberto Farnese (sous le pseudo d'Albert Farley) : Chester Griffith
- Men Fury : Jonathan Griffith
- Benjamin May : Petrack
- Tony Rogers : Steve
- Mary Land : grand-mère